# Actes de génocide en Amérique
Cet article traite des actes de nature spécifiquement génocidaires commis en Amérique, qui ne doivent pas être confondus avec l'effondrement démographique des premières nations d'Amérique après 1492, traité dans l'article Histoire démographique des Amérindiens.

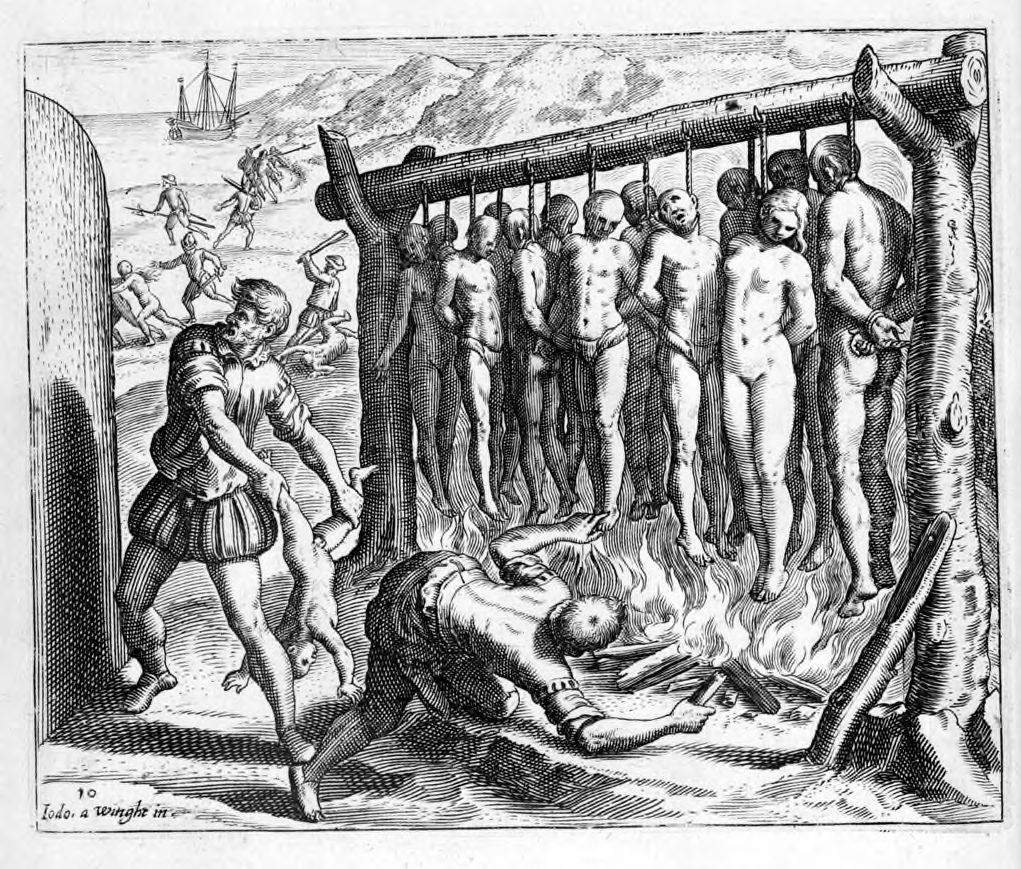
Colonisateurs espagnols attaquant un village amérindien, gravure de Théodore de Bry, fin du XVIe siècle.

Les actes de génocide en Amérique, parfois rassemblés sous le vocable controversé de « génocide de peuples autochtones », désignent certains meurtres collectifs, directs ou indirects, ainsi que d'autres persécutions, perpétrés contre des villages, des tribus ou des ethnies amérindiennes, et qui, sans avoir les modalités des grands génocides du XXe siècle, présentent à tout le moins certains caractères d'un génocide. Ces crimes divers et espacés, commis entre les XVIe et XIXe siècles par des conquérants et colons pour la plupart espagnols  ou anglais, puis par des Euro-Américains, ont des causes complexes et ne sont pas la norme coloniale. La majorité des Amérindiens tués depuis 1492 sont les victimes des épidémies, des mauvais traitements infligés sans dessein meurtrier et des guerres internes, européennes, intercoloniales, civiles et d'indépendance (ces causes de mortalité étant par définition exclues de la notion de génocide). L'ethnocide qui, lui, est une constante coloniale même en dehors des Amériques, fait aussi des victimes indirectes.
Les recherches sur ces sujets sont difficiles car le déni et la culpabilité compliquent la collecte d'informations. D'abord, les souffrances de descendants de natifs, qui ne forment plus que des minorités dans leur pays, et le déni des exterminations, même s'il est aujourd'hui en général absent des débats en histoire, entraînent une réaction importante des peuples concernés, au premier plan, puis des partisans de l'indigénisme et de certains militants anticolonialistes. Une des manifestations en est l'irruption, au sein des débats, d'analyses et de théories qui amplifient au détriment des faits la dimension génocidaire de la colonisation. De natures très différentes, ces deux causes des difficultés rencontrées par les historiens se rejoignent malgré tout : la thèse d'un « génocide indien » aux proportions continentales tire en effet ses chiffres énormes des données démographiques les plus difficiles à considérer, compte tenu des falsifications des faits par les différents romans nationaux des colons au fil des siècles. Les peuples autochtones vivant le même retrait d'humanité que les peuples noirs, leur considération par les historiens de l'époque avait un point de vue tronqué et négligent.
L'oppression des Amérindiens en général, les actes de génocide en particulier, ont donc laissé des blessures dans la mémoire collective et des tensions dans les études historiques que celle-ci imprègne. Dans certains pays, leur reconnaissance politique a eu lieu, mais reste souvent hésitante ou réservée, comme en France ou aux États-Unis où le mot « génocide » est pratiquement écarté du débat politique alors que le débat scientifique en fait un usage intensif.

## Les faits et leur interprétation
Les premières définitions du génocide datant seulement du milieu du XXe siècle, des historiens se sont interrogés sur la pertinence d'un emploi rétrospectif du terme, par exemple dans des travaux sur la colonisation américaine, phénomène très long, concernant des populations dont le déclin a commencé au début du XVIe siècle, et qui n'est pas, loin de là, seulement meurtrier. Raphael Lemkin, le juriste qui a forgé le terme, n'était pas hostile à cet emploi et travaillait même, peu avant son décès, sur le cas des Indiens d'Amérique. Certains historiens aujourd'hui usent, souvent avec parcimonie, du mot « génocide », mais ne s'en contentent pas toujours : ils le nuancent parfois, selon les cas l'atténuent plus ou moins en utilisant et si possible en justifiant « des termes proches de meurtres de masse, qui ont des connotations normatives légèrement différentes », tels que « génocide partiel », « extermination », « massacre génocidaire » ou « violence quasi génocidaire ». Les expressions juridiques « acte de génocide » et « acte génocidaire » sont souvent employées, par exemple pour qualifier des actions de miliciens où l'intention de tuer plusieurs indigènes pour la raison qu'ils appartiennent à une tribu détestée est manifeste. Toutefois, l'emploi de tels dérivés reste controversé et d'autres historiens les évitent pour travailler avec des notions moins polémiques, comme celle de massacre.

### Les Espagnols et les habitants des Antilles
Aux débuts de la conquête espagnole, les hommes de Christophe Colomb, peu nombreux en 1492 et 1493, sont bien accueillis par les Tainos, des indigènes de langue arawak qui sont majoritaires sur Hispaniola et les îles alentour. Quelques malentendus dus à la barrière des langues mis à part, les deux mondes s'entraident et échangent, et les Tainos laissent les colons installer leurs petites villes fortifiées qui abriteront rapidement les renforts venus d'Espagne. Surviennent les premières épidémies : non immunisés contre les maladies européennes telles que la rougeole, la grippe ou le typhus, des autochtones commencent à mourir sans que, pour l'instant, leurs communautés soient menacées ; la menace pèse en premier lieu sur les colons, qui succombent en grand nombre à des maladies[Lesquelles ?].
Les Espagnols espèrent prendre des territoires riches en ressources et surtout soumettre par l'instruction les habitants qui vont produire les richesses. Ceux-ci doivent être évangélisés et protégés, doivent apprendre des techniques de production, travailler comme de bons chrétiens et accepter de donner en retour une partie des profits à l'Espagne. C'est un projet intenable : eurocentré, il entraîne les indigènes vers une déculturation qu'ils vivent souvent mal ; en outre, les hommes cessent d'être des bienfaiteurs quand ils comprennent qu'une fois armés ils peuvent être des maîtres, et les conquistadors ne font pas exception. Colomb et ses successeurs découvrent les réalités de la colonisation et essaient de s'y adapter : les Indiens, qui n'apprécient pas les abus, veulent se débarrasser des nouveaux venus, lesquels doivent les combattre et en faire des esclaves, même si cela irrite le pouvoir en Espagne,.
Les guerriers du cacique Caonabo, époux d'Anacaona, intimident les visiteurs devenus envahisseurs, en assassinent certains, assiègent les autres. Mais les Espagnols réussissent une attaque surprise sur un lieu très peuplé en 1495 : cette « bataille de La Vega Real » est un tournant décisif. Durant les années qui suivent, les autochtones qui résistent encore, désunis et affaiblis par les maladies, ne peuvent rien contre des soldats bien équipés qui montent des chevaux et dressent des chiens, et qui ont parfois d'autres indigènes pour alliés. Après les massacres, c'est le travail forcé de l’encomienda, accompagné d'abus gratuits et de brutalités qui punissent les tentatives de fuite. Quand la main-d'œuvre vient à manquer, les colons déplacent les tribus des îles voisines : elles subissent le même sort funeste. Les recensements de population alarment les Espagnols qui finalement essaient, mais en vain, de stopper les épidémies. On estime la population d'Hispaniola en 1492 à au moins 300 000 individus, peut-être 500 000 ou davantage ; trente ans plus tard, près de 90 % des Tainos ont déjà disparu, emportés par les maladies principalement, ainsi que par les guerres déséquilibrées et les mauvais traitements.
La population indigène de l'île principale de Porto Rico, nommée San Juan Bautista par Colomb, chute de peut-être 30 000 en 1508 à 1 148 habitants lors du recensement de 1530 : le décret royal pris entre-temps pour émanciper les Tainos n'empêche pas les colons de poursuivre leur oppression. Tous les Arawaks des Grandes Antilles sont concernés par la chute démographique, qui se poursuit pendant plusieurs dizaines d'années jusqu'à leur disparition quasi complète. Les Indiens Caraïbes des Petites Antilles connaîtront un déclin plus lent.
Bien que la plupart des historiens refusent de parler de génocide au plein sens juridique du terme, cette longue série d'événements est dans la littérature souvent appelée « génocide des Tainos » ou « génocide des Arawaks ». L'anthropologue Christian Duverger, par exemple, estime que l'extinction des Tainos, qui rend exceptionnel cet épisode de la Conquista, est suffisamment probante et qu'« on peut parler de génocide ». Le militant anticolonialiste Yves Benot imite pour sa part la formule « homicide involontaire » dans son expression « génocide involontaire », paradoxale pour qui sait combien l'emploi du mot est justifié par la volonté d'éliminer physiquement un groupe humain : l'extermination des Arawaks, qui représentaient une main-d'œuvre servile précieuse, est de facto et les maladies ont joué un rôle ; les plus hautes autorités en Espagne, malgré leurs préjugés xénophobes, abominaient les meurtres de masse ; mais les premiers colons des Amériques ont répandu la mort, par négligence parfois, par sadisme libéré surtout.

L'historien Ben Kiernan, spécialiste des génocides, rappelle une interprétation non restrictive de la définition juridique, selon laquelle un génocidaire peut viser une population particulière, en sachant que la destruction au moins partielle de celle-ci s'ensuivra, mais sans que cette destruction le motive nécessairement, il peut poursuivre d'autres objectifs ; les formules indépendantes « extermination » et « crime contre l'humanité », dont l'emploi n'exige pas la preuve d'une intention de réduire un groupe (ethnique ou autre) mais celle d'une planification par une puissante autorité, peuvent aussi aider à qualifier les violences et les meurtres de masse, sans être incompatibles avec la notion de génocide. Dans le cas des Tainos, des conquérants séduits par une idéologie proche de l'agrarianisme et déçus de ne pas trouver assez d'or, se sont entêtés à disloquer et épuiser une ethnie affaiblie par le choc viral, des hommes et des femmes préjugés inaptes à cultiver la terre à la manière des civilisés, à moins d'avoir ces civilisés comme maîtres ; même sans connaissance scientifique sur les épidémies, ils ne pouvaient pas ignorer qu'un tel traitement entraînerait une hécatombe.
Alexander Hinton, anthropologue très engagé dans l'étude et la prévention des génocides, souligne le fait que la Shoah est un génocide « prototype », c'est-à-dire dont l'étude, fondatrice et toujours intensive, affecte la recherche sur tous les événements qu'on veut ranger dans la catégorie du génocide. Il estime qu'il s'agit d'un biais, suggère la possibilité de focaliser sur d'autres prototypes et donne quelques exemples, dont la destruction des Tainos.

### La disparition des empires du continent

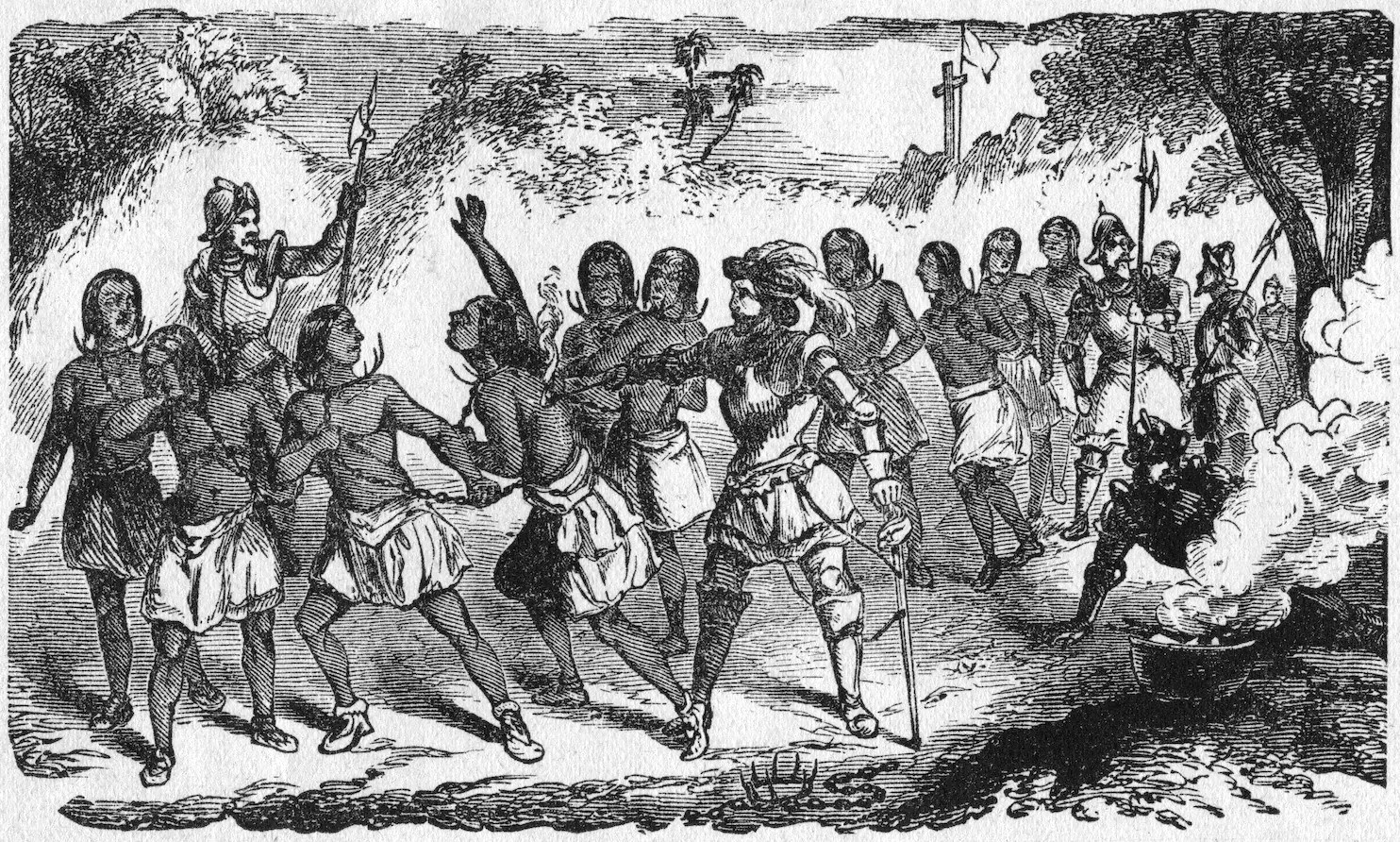
Conquistadors espagnols marquant au fer les Amérindiens réduits en esclavage.

Les événements des Antilles marquent les conquistadors de Tierra Firme et des contrées plus lointaines. Si les intellectuels et les observateurs de l'époque sont partagés entre la dénonciation des atrocités coloniales qui mènent à la destruction massive d'êtres humains qui ont des droits (Bartolomé de las Casas) et l'apologie de l'esclavage d'êtres inférieurs à protéger quand ils s'instruisent, à massacrer quand ils guerroient (Juan Ginés de Sepúlveda), les aventuriers au plus près des échanges cordiaux puis des conflits avec les Amérindiens deviennent souvent brutaux en succombant à la fièvre de l'or et à la détestation de certaines tribus jugées dangereuses. Il en est ainsi de Vasco Núñez de Balboa qui, selon Ben Kiernan, « préconise le génocide » à Ferdinand le Catholique en 1513 :

« Ces Indiens de Caribana ont mille fois mérité la mort, car c'est une race détestable. Dans d'autres occasions ils ont tué nombre de chrétiens, et même quelques-uns des nôtres, qui, en descendant le fleuve, perdirent un vaisseau. Aussi ce que je propose n'est pas de les faire esclaves, ils sont trop mauvais pour cela, mais de les brûler tous, grands ou petits, pour qu'il ne reste pas trace de si vilaines gens. »

La question des exterminations se pose pour les colonies espagnoles du continent : leur histoire contient des épisodes génocidaires difficiles à recenser, d'autant plus que les faits ne sont pas connus avec précision. Lorsqu'ils pénètrent dans les empires de Mésoamérique et des Andes, les empires aztèque et inca principalement, les Espagnols découvrent des civilisations raffinées et de vastes sociétés, certes en manque d'unité et de cohésion, qui gagnent des guerres et réduisent des peuplades en esclavage. Ces puissances n'ont rien à voir avec les Arawaks des Antilles. Les chercheurs s'accordent à dire que la difficile conquête de ces territoires n'est pas une campagne génocidaire programmée : les petites expéditions espagnoles échouent quelquefois, et d'autres fois doivent leur survie à l'emploi d'une meilleure technologie, aux rivalités entre Amérindiens, aux superstitions de ces derniers. Hernán Cortés, notamment, outrepasse les ordres du gouverneur de Cuba Diego Velázquez, qui enverra d'ailleurs des hommes à sa poursuite, et parvient péniblement à rassurer ses troupes. Son projet et sa vie sont mis en péril durant sa fuite de Mexico-Tenochtitlan. Les batailles acharnées, les massacres, les crimes de guerre et les ruses déloyales ne sont pas pour lui des plaisirs ou des buts mais, tout comme ses alliances avec des chefs indigènes aussi ambitieux que lui, sont les méthodes pour parvenir à soumettre un pays très peuplé,. Avant le siège de Tenochtitlan (dont la réussite est facilitée, si ce n'est permise, par l'épidémie de variole qui a affaibli la cité), Cortés évite de tuer des femmes et des enfants quand c'est possible et il repeuple les villes conquises.
Pourtant, l'étude du phénomène génocidaire colonial s'intéresse à plusieurs massacres de la Conquista, notamment ceux qui impliquent à la fois Cortés, qui comparait les Aztèques à des barbares et à des Maures et faisait parfois référence à la Rome antique et à Jules César quand il s'adressait à ses soldats, et les Tlaxcaltèques, ennemis de longue date des Aztèques. En septembre 1519, le conquistador combat dans la province de Tlaxcala. La violence s'intensifiant (il s'est résolu à brûler des villages et à massacrer), il demande la paix aux chefs de la cité, qui acceptent finalement. Selon Bernal Díaz del Castillo, les demandes contenaient la menace d'une extermination de la population. En octobre, les Espagnols atteignent Cholula, une des grandes villes de l'Empire aztèque, où bientôt Cortés se sent menacé. Confiant en son nouvel allié tlaxcaltèque qui lui fournit quelques milliers de combattants, il piège et tue des nobles et des chefs de guerre, et ordonne une attaque pour éliminer toute résistance dans Cholula. S'ensuit un ample massacre ; les Tlaxcaltèques saccagent la ville. D'un autre niveau encore, le long siège de Tenochtitlan en 1521 tourne au carnage pour la population civile de la capitale, emportant vraisemblablement des dizaines de milliers d'hommes, de femmes et d'enfants. L'empereur Cuauhtémoc est pendu en 1525. Cortés reconstruit la capitale détruite sur un modèle plus européen. Le Mexique connaît alors, et pour de longues années, un système de servitude militariste et agraire.
Attentif aux récits comparant la prise violente de cités aztèques à la destruction de Troie ou de Carthage, Ben Kiernan pense que Cortés a compris en guerroyant, et aussi grâce à son séjour dans la splendide et puissante Tenochtitlan après le massacre de Cholula, que son entreprise démarrée avec quelques centaines de soldats espagnols ne réussirait pas sans l'aide d'autochtones et sans faire tomber sur la société aztèque un châtiment exemplaire. L'historien parle d'un « génocide au Mexique, » qui n'a cessé que graduellement : fin des massacres, prise de conscience des capacités d'apprentissage des indigènes et du caractère mortifère de l'encomienda, interdiction timide de celle-ci en 1542, déclin du système dans les faits. Lecteur de Kiernan, Norman Naimark évoque lui aussi un génocide étendu ; il estime en outre que, dans le cadre colonial loin de l'Espagne, Cortés, comme Francisco Pizarro qui s'est perfidement joué de l'empereur inca Atahualpa, comme d'autres conquistadors encore, avait un « état d'esprit pathologique », était disposé à s'affranchir de la morale.
La chute des empires est accompagnée par un dépeuplement massif principalement dû à des pandémies dévastatrices : l'effondrement démographique est impossible à chiffrer encore aujourd'hui mais toutes les sources qui ont avancé des estimations évoquent plusieurs millions si ce n'est dizaines de millions d'habitants en moins dans l'Amérique hispanique et portugaise du XVIIe siècle, ce qui pourrait représenter la disparition de 90 % de la population de 1492. Si beaucoup d'Indiens de l'Altiplano, par exemple, ont été épargnés, des côtes densément peuplées ont été presque vidées de leurs habitants. Il n'est pas prouvé que des colons, comme pris de folie meurtrière alors qu'ils étaient d'habitude inquiets face à la dépopulation, aient un jour utilisé les maladies pour punir des autochtones qu'ils exploitaient ou aient sciemment empoisonné des réserves d'eau, comme cela a pu être soupçonné.
Selon le philosophe Alain Brossat, qui a en tête le dépeuplement mexicain autant que la disparition des Arawaks, même si le terme « génocide » est « voué à être contesté dans tout contexte où n’est pas attestable une intention exterminatrice tournée contre un groupe humain particulier, demeure dans le cas présent cette notion fondamentale d’un désastre que rien ne viendra jamais sauver » : le cœur biologique et culturel d'une part de l'humanité a été annihilé.

### Les massacres britanniques sur la côte Est

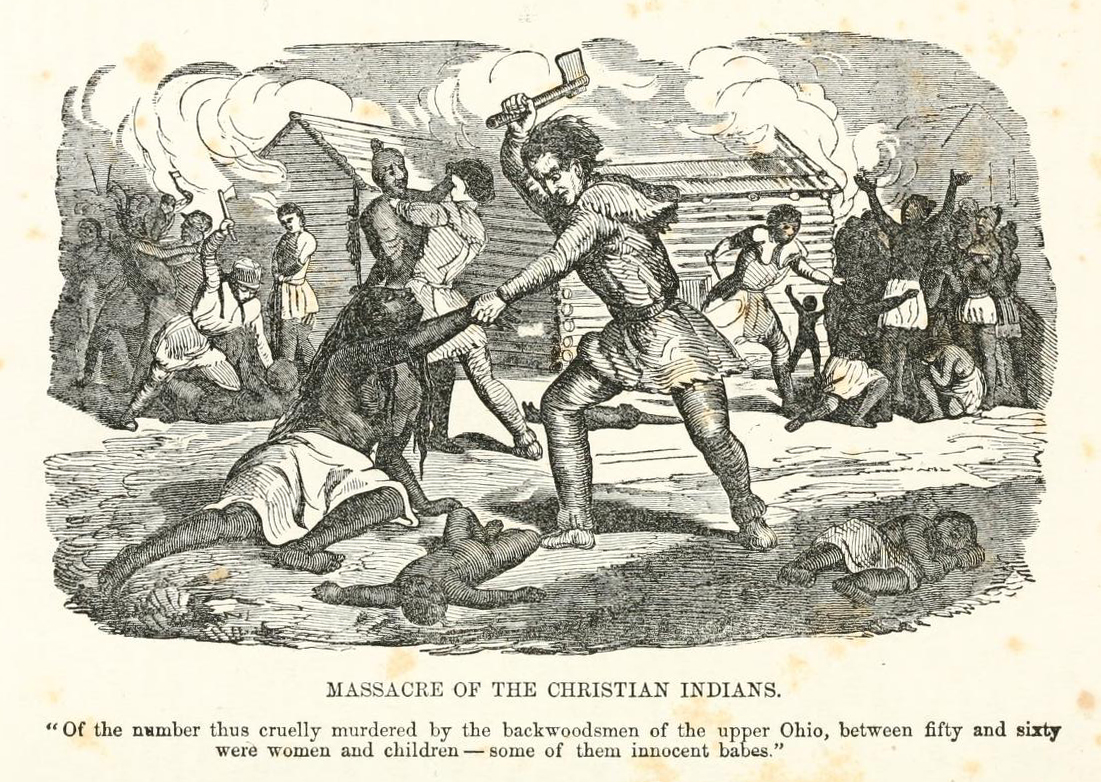
Illustration du massacre de Gnadenhütten en 1782.

Alors que les Espagnols ont toujours cherché à convertir des âmes au catholicisme, les puritains anglais ont été rapidement découragés dans leurs tentatives d'évangélisation, pas assez fructueuses à leurs yeux. Dès le début de la conquête britannique, les nouveaux venus sur le continent (côte est des actuels États-Unis), qui entretiennent par ailleurs des relations commerciales nécessaires avec les tribus rencontrées, se déterminent à punir collectivement des Indiens, voire à les massacrer, si un seul ou une poignée d'entre eux a menacé la survie ou même seulement l'expansion de la colonie, ou bien si le groupe a refusé de payer tribut et s'est rebellé. Les Powhatans de Virginie et leurs alliés subissent les foudres des colons dès 1622.
La guerre des Pequots, en Nouvelle-Angleterre, est un des événements les plus remarquables de cette période. Frappés par des maladies venues d'Europe, les Pequots ne sont plus que quelques milliers en 1636 lorsqu'éclate la guerre, à la suite d'une mésentente sur le moyen de punir ou de réparer financièrement les meurtres de colons. Une escalade dans la violence et la xénophobie atteint un sommet le 26 mai 1637 : l'anéantissement du grand village pequot de Missituck par le feu et les armes, planifié par un capitaine anglais et permis par son alliance avec des Amérindiens ennemis des Pequots, n'épargne ni les femmes ni les enfants. Il s'apparente à un acte génocidaire, qui n'est pas isolé puisque les autorités coloniales décident même d'en finir avec la nation pequot, qu'elles fantasment alors comme une entité malfaisante si ce n'est diabolique, en s'assurant, par des primes offertes aux autres tribus contre des scalps, par des réductions en esclavage, que les Pequots survivants dilués dans d'autres peuples ne pourront plus se regrouper.
Un négationnisme historiographique a longtemps fait des excès meurtriers des colons des actes préventifs ou de légitime défense. À partir des années 1970, l'histoire de la guerre des Pequots est révisée et l'intention exterminatrice soulignée : la question du génocide pequot apparaît. Les auteurs qui argumentent contre la qualification génocidaire, tels Steven T. Katz (en) ou Guenter Lewy, sont souvent des philosophes et des politologues qui se sont spécialisés dans l'étude des génocides mais qui font de la Shoah un archétype ou un étalon nécessaire, alors que les nombreux historiens favorables à la qualification génocidaire se concentrent sur les définitions juridiques et leur évolution. D'après Katz, plusieurs éléments font douter que, malgré l'horreur des crimes, les colonies de Nouvelle-Angleterre ont eu l'intention d'éliminer physiquement les Pequots comme tels : ceux-ci ont été craints pour la menace qu'ils représentaient (ils attaquaient les Anglais depuis plusieurs mois) plus que par un racisme anti-indien qui, même s'il existait chez beaucoup de puritains, ne les empêchait pas d'avoir des alliés amérindiens ; après les tueries impitoyables de mai 1637, les femmes et les enfants pequots capturés ont souvent été épargnés, et la disparition de leur nation est culturelle avant d'être physique ; en outre, des survivants pequots se sont à nouveau regroupés quelques années après la guerre et ont même été aidés par les colonies. Ainsi, Katz théorise un manque de volonté d'exterminer le groupe pequot en tant que tel.
L'historien Benjamin Madley, qui connaît à la fois les arguments de ce philosophe et ceux de ses adversaires, déclare sans hésiter que les Pequots ont subi « un des tout premiers génocides dans ce qui deviendra les États-Unis » : quelle que soit l'origine de leur haine, les puritains ont voulu éliminer et ont éliminé une nation particulière, la nation pequot, en partie physiquement, ce qui reste conforme aux définitions juridiques ; il est vain de chercher des degrés dans leur volonté ou de montrer qu'ils l'ont perdue à une époque. Pour Élise Marienstras, l'intention exterminatrice est indubitable : « Les survivants ont été poursuivis jusqu'à la presque complète disparition de la nation pequot, pour le plaisir de Dieu qui se réjouissait, au dire des colons, de la victoire de ses élus ». Marienstras accepte avec prudence le mot « génocide » : « Si la définition du génocide consiste […] dans la destruction massive de populations désignées à la vindicte par leur qualité de collectivité […] et s'il suffit de décisions d'autorités locales […], alors on peut dire qu'il y eut un génocide à l'encontre des Pequots ».
La guerre du Roi Philip en 1676 est elle aussi menée à outrance par la confédération de Nouvelle-Angleterre, après les attaques massives des Wampanoags contre ses établissements. Alors que les Amérindiens sont vaincus, les Britanniques s'acharnent, massacrent, vendent des captifs comme esclaves. Par la suite et jusqu'à la guerre d'indépendance des États-Unis, les autorités royales, dont la politique est expansionniste autant que protectrice des sujets anglais et des Indiens, contiennent quelque peu la violence des guerres et des massacres auxquels se livrent aussi bien les premiers que les seconds. Un des signes de la haine grandissante entre Amérindiens et colons anglais, annonciateur des tragédies du XIXe siècle, est la volonté de plus en plus concrétisée de se débarrasser une fois pour toutes de l'opposant, parfois fantasmé comme un mal objectif. Lors du siège de Fort Pitt en 1763, quelques officiers et dirigeants dont Jeffery Amherst ont l'idée, pourtant difficile à mettre en pratique, de décimer des tribus en provoquant une épidémie de variole. Le capitaine Simeon Ecuyer décide de son propre chef d'offrir des couvertures infectées à des Delawares. On ignore l'efficacité de cet acte, et les critères définissant le génocide n'y sont pas tous manifestes : aucun plan ni aucun ordre d'extermination n'étant venus des autorités, il est difficile de prêter au seul capitaine la volonté et le pouvoir de détruire un groupe en tant que tel. Cependant, comme le note l'historienne Élise Marienstras, l'intentionnalité d'une guerre par diffusion d'un agent biologique est attestée autant chez Amherst le dignitaire que chez Ecuyer le subordonné.

### Guerres et épurations ethniques aux États-Unis
Durant la conquête de l'Ouest, le gouvernement fédéral des États-Unis poursuit une politique expansionniste et doit en théorie protéger les natifs qui en acceptent les principes, mais en pratique il perpétue l'ethnocide, tarde parfois à découvrir et condamner les spoliations et les meurtres d'Amérindiens, pousse des tribus à un exil douloureux aux conséquences parfois tragiques (épisode de la Piste des Larmes), autant d'événements liés au phénomène génocidaire colonial mais qui ne peuvent pas être appelés « génocide » en raison du manque d'intention de détruire ces tribus.
La question du génocide apparaît ailleurs. Le gouvernement de chaque nouvel État membre des États-Unis peut contester les vues du gouvernement fédéral, parfois jusqu'à nier les droits des Indiens, par racisme ou parce qu'il les croit destinés à une extinction naturelle : sans solution face aux tensions extrêmes engendrées par les politiques coloniales et, souvent, par l'afflux imprévu de chercheurs d'or, certains États oppriment plus ou moins sévèrement la population autochtone, organisent le nettoyage ethnique ou déclenchent des guerres déséquilibrées. Le Texas s'est construit entre 1821 et 1845, date de sa première intégration dans l'Union, en alternant, avec les tribus locales, les bons rapports et les pires (expulsions, exterminations) ; ses autorités ont longtemps récompensé les scalps d'Indiens, plusieurs années après la réintégration dans l'Union en 1870. Dans le Territoire du Dakota, les Sioux qui résistaient à l'internement dans des réserves pouvaient être tués par des chasseurs de primes. Plusieurs massacres imputables cette fois-ci à des militaires ou à des miliciens, comme à Sand Creek (Territoire du Colorado, 1864) et à Wounded Knee (Dakota du Sud, 1890), sont perçus par certains historiens comme des actes génocidaires isolés.
Entre 1846 et 1849, la Californie est un territoire inorganisé pris au Mexique et placé par les États-Unis sous l'autorité d'un gouverneur militaire. Des immigrants américains, étrangers aux pratiques économiques locales, s'installent en nombre et empiètent sur des terres indiennes. Après la découverte d'or se développe une forme de travail forcé dont les indigènes, bientôt submergés par la Ruée vers l'or, sont les premières victimes. Les tensions sont vives et certains mineurs sont déterminés à venger dans le sang toute rébellion. En réaction au meurtre de deux Blancs par des Pomos et des Wappos qu'ils exploitaient près de Clear Lake en décembre 1849, des milices autoproclamées (vigilantes) et l'armée elle-même se livrent à des massacres sans discernement : les autorités ferment les yeux. La législation du nouvel État californien, qui vient de se doter d'une convention, prive rapidement les Indiens de nombreux droits, à tel point que le kidnapping d'enfants ou encore la séparation forcée des hommes et des femmes deviennent des actes courants presque impossibles à punir. Le mot « extermination » se lit dans la presse. Selon le premier gouverneur civil Peter Burnett, pionnier euro-américain hostile à la présence des Noirs et des Chinois en Californie, « une guerre d'extermination entre les races se poursuivra jusqu'à l'extinction de la race indienne ». Des opérations des milices anti-indiennes sont financées. Le gouvernement fédéral est impuissant. Des traités signés avec 119 tribus pour les rendre propriétaires de réserves censées les protéger sont rejetés par le Congrès, qui préfère en 1853 autoriser cinq petites « réserves militaires » au statut légal ambigu : les Amérindiens y sont toujours menacés de mort, par la faim et par les crimes racistes. Durant la guerre de Sécession et les années qui suivent, des milliers de Californiens engagés dans l'armée poursuivent l'élimination de groupes d'Indiens hostiles ou supposés tels. La guerre des Modocs de 1872-1873 est leur dernière grande campagne,.
On estime qu'environ 150 000 Amérindiens habitaient la Californie en 1846 (ils étaient probablement cinq fois plus à l'arrivée des Espagnols mais les maladies européennes les avaient décimés). Ils n'étaient plus que 30 000 en 1870 ; les recenseurs en enregistrent 16 277 en 1880. On dénombre au moins 10 000 morts violentes pendant cette période de trente ans. Un exemple souvent cité est la quasi-disparition des Yukis : cette tribu, qui comptait entre 7 000 et 11 000 membres en 1850, vivait à Round Valley, une magnifique plaine qui représentait beaucoup aux yeux de ces chasseurs-cueilleurs. L'intrusion des Euro-Américains et de leur bétail cause de graves incidents qui, en 1856, obligent le gouvernement de Californie à isoler les indigènes dans le nord de leur vallée. Certains consentent, d'autres fuient et s'assimilent parfois à des tribus voisines. La faim oblige certains Yukis à retourner dans la vallée sur les propriétés de colons armés qui nient leur humanité et les haïssent. Tout s'enchaîne. Une longue série de meurtres, de viols, d'enlèvements, dans ou hors de la réserve où sévissent angoisse, famine et maladies, détruit la tribu, parfois sous les yeux de militaires et d'employés fédéraux passifs : on ne dénombre plus que 85 hommes et 215 femmes en 1864. Aujourd'hui, une centaine de Yukis vivent dans la nouvelle réserve indienne de Round Valley ; quelques locuteurs de yuki sont encore vivants mais on peut considérer que cette langue est morte,.
Dans le cas des Indiens de Californie, de nombreux auteurs reconnaissent un génocide, et parfois un génocide d'État selon les définitions du terme les plus répandues. Plusieurs livres ont été écrits sur le sujet, tels que Genocide and Vendetta: The Indian Wars of Northern California par Lynwood Carranco et Estle Beard, Murder State: California's Native American Genocide, 1846-1873 par Brendan C. Lindsay, et surtout An American Genocide: The United States and the California Indian Catastrophe, 1846-1873 par Benjamin Madley, ouvrage volumineux paru en 2016, pris très au sérieux par l'État de Californie. Dans un article où il mentionne les premiers comptes rendus favorables de plusieurs universitaires, Madley résume sa thèse : en installant ou en entretenant les conditions des violences, des fonctionnaires et élus californiens furent « les principaux architectes » d'une « machine à tuer » dont la marche funeste fut ensuite facilitée au niveau fédéral ; la volonté d'exterminer des groupes entiers et pas seulement des combattants est manifeste à maints endroits ; les cinq actes de génocide listés dans la définition juridique internationale (le meurtre, l'atteinte à l'intégrité physique ou psychique, la soumission à des conditions d'existence destructrices, l'entrave des naissances, le transfert forcé d'enfants) sont tous repérables. L'historien Alan Taylor a cependant rédigé une critique où il estime que l'étiquette « génocide », trop appuyée sur une définition juridique récente et convoquant une comparaison avec les génocides du XXe siècle, masque le caractère décentralisé et populiste des crimes californiens : les enlèvements de femmes et d'enfants, les meurtres, massifs, rapides, complets, « presque génocidaires dans leurs conséquences », ne sont toutefois pas imputables à une machine à tuer étatique mais à une pluralité d'acteurs racistes, parfois financés et encouragés, certes, mais aussi parfois contestés et entravés par des autorités faibles et divisées sur leurs objectifs.

### Autres violences, exterminations et massacres
- À la fin des années 1640, grâce aux armes à feu qu'ils se sont procurées, les Iroquois lancent des raids meurtriers contre les Hurons, leurs rivaux dans le commerce des fourrures avec les Européens, et font de nombreux captifs et esclaves. En mars 1649, le massacre cruel et impitoyable des habitants de Taenhatentaron, village où s'est établie la mission jésuite Saint-Ignace, précipite la dispersion des Hurons et la fin de leur confédération[39],[40]. Tout en recommandant un emploi extrêmement prudent et parcimonieux du mot « génocide », l'ethno-historien James Axtell (en) note que la destruction des Hurons ressemble au précédent massacre des Pequots dans la méthode et le résultat : c'est une tentative d'annihilation d'une tribu, mais cette fois-ci opérée par d'autres Amérindiens[41].
- Les autorités coloniales françaises, qui s'efforcent de garantir des rapports commerciaux pacifiques entre Français et Amérindiens, sont pourtant responsables, au début des années 1730, de la destruction de deux tribus qui s'opposent violemment à leurs projets : les Natchez du Mississippi et les Mesquakies (Renards) du Wisconsin. Ces campagnes d'extermination exceptionnelles en Nouvelle-France sont, encore une fois, à rapprocher du massacre des Pequots par les Anglais[41]. La révolte des Natchez, matée radicalement par le gouverneur de Louisiane Étienne de Perier, est probablement l'événement le plus connu, mais la dernière « guerre » contre les Renards, parfois qualifiée de génocide, a une particularité : le gouverneur général Charles de La Boische fut informé, deux ans auparavant, que le roi Louis XV croyait en la nécessité de détruire la nation des Renards ; peu après le principal massacre, il renvoya en France une lettre triomphante[42].
- Durant la conquête du Désert en Argentine, la campagne menée entre 1879 et 1881 par le général Julio Argentino Roca en vue de soumettre les Mapuches qui vivent dans le sud du pays et refusent, parfois violemment, d'être assimilés, entraîne des abus haineux meurtriers de la part des militaires. Peu de chercheurs approuvent la revendication récente de certains Mapuches qui voient dans ces actes un génocide. Mais, par exemple, au sein de la théorie du génocide comme pratique sociale de Daniel Feierstein, la qualification de génocide se justifie même quand le but du crime est de constituer une grande nation à laquelle le groupe humain jadis visé pourra finalement appartenir[43].
- Extermination des Selknam : Dans les années 1880, des chercheurs d'or et des éleveurs de moutons européens colonisent la Terre de Feu. Le gouvernement colonial chilien — tout comme son homologue argentin — entend chasser les Selknams afin de « civiliser » le territoire, d'accorder des propriétés aux éleveurs. S'ensuit une période de violences et de déplacements forcés. Estimant que leurs biens sont menacés, ou parfois par simple jeu, des éleveurs engagent des mercenaires pour assassiner les indigènes, ils les tirent au fusil ou leur envoient des chiens dressés à tuer ; en 1896, ils sont assistés de six soldats envoyés à leur demande pour mater les rébellions. Un gouverneur local juge la méchanceté gratuite et les meurtres infondés et soutient l'initiative de missionnaires d'envoyer les Selknam à l'île de Dawson[44]. La population selknam, répartie à peu près équitablement en Chili et Argentine, passe de 3 500 ou 4 000 individus en 1880 à 500 en 1905. Les survivants, dans un premier temps concentrés dans des réserves et frappés par des maladies, s'éteignent au cours du XXe siècle[45]. « Extermination » est le terme souvent employé par les universitaires pour qualifier ces actions contre les Selknams, mais « génocide » est parfois rencontré[réf. nécessaire] étant donné que la responsabilité des autorités coloniales est grande[Note 8].
- En 1982 et 1983, la dictature du général Efraín Ríos Montt intensifie la guerre civile guatémaltèque : armée et milices, qui recrutent parmi toutes les ethnies du pays et enrôlent donc des indigènes, rasent des villages entiers et massacrent, souvent avec une cruauté extrême (démembrements, viols, enfants frappés à mort), les « ennemis intérieurs », des dizaines de milliers de civils majoritairement mayas, suspectés ou non de supporter la guérilla, mouvement insurrectionnel marxiste qui recrute principalement parmi les Amérindiens et se livre à des massacres largement moins nombreux[46],[47]. Dans leur ensemble, les crimes de Ríos Montt constituent aux yeux de nombreux observateurs un politicide davantage qu'un génocide : l'appartenance à une ethnie n'apparaît pas comme la principale raison des meurtres collectifs[46]. Mais un procès est intenté contre l'ancien dictateur, qui est condamné le 10 mai 2013, dans son propre pays, pour divers crimes dont le génocide de 1771 Mayas ixils. Selon Reed Brody, conseiller juridique de Human Rights Watch, les preuves montrent bien l'intention de détruire ces Ixils comme tels, et ces personnes précises (et peut-être d'autres) sont les victimes d'un génocide[46]. La décision du tribunal est cependant cassée par la Cour constitutionnelle du Guatemala pour vices de forme ; le procès reprend en 2015[48] mais le décès de Ríos Montt en 2018 le laisse inachevé.

## La question du «génocide amérindien»
La violence des actes de génocide se prolonge dans le déni exprimé aux survivants. Le mal-être parfois mortifère de nombreux descendants de natifs, qui se restructurent autour des idées floues de génocide et d'holocauste, est analysé comme une séquelle d'événements honteux mal assimilés par les sociétés américaines. L'insuffisante reconnaissance politique des injustices du colonialisme et de l'ethnocide poursuivi jusque dans l'ère post-coloniale entraîne, à partir des années 1970, un suremploi du terme « génocide » dans le discours des partisans de l'indigénisme et de l'indianité, et même un « envahissement de l’analyse scientifique par la mémoire », écrit l'américaniste Frédéric Dorel.
La controverse dite du génocide indien ou amérindien, très vivante dans les années 1990 aux États-Unis, intéresse l'historiographie touchant, d'une part, le dépeuplement amérindien, et d'autre part le « phénomène meurtrier », processus qui amena à plusieurs reprises, dans toutes les Amériques, la population d'immigration et la population autochtone à se dresser l'une contre l'autre, jusqu'aux débordements génocidaires de soldats ou de gouvernants ayant perdu toute mesure. Même la thèse d'un génocide indien sur l'ensemble du continent, pourtant rejetée par l'essentiel des historiens et dénoncée pour ses possibles effets pervers, est susceptible de modifier les études dans tous ces domaines et de faire avancer ou reculer la reconnaissance des exterminations et autres crimes.

### Le prélude de la controverse
Pendant plusieurs siècles, les acteurs, les témoins, puis les historiens du dépeuplement amérindien, incapables de l'expliquer correctement, invoquent la plupart du temps deux thèses qui tarent les indigènes et exonèrent les colons : d'abord la thèse providentialiste par laquelle les puritains fondent la doctrine de la volonté divine d'une extinction ; et plus tard une thèse qui sécularise la première en s'appuyant sur les progrès de l'humanité et le néo-darwinisme. Parallèlement se répand dans le monde la légende noire espagnole, qui exagère les sévices infligés aux « bons sauvages » par des conquistadors cupides. De nos jours encore, ces théories et représentations persistent chez de nombreux non-spécialistes.
À partir des années 1960, alors que la méthodologie scientifique a considérablement évolué et que la majorité des ethno-historiens, délaissant toute forme de négationnisme, reconnaissent et analysent le phénomène meurtrier mais aussi les premiers contacts amicaux, fructueux entre Indiens et Européens jusqu'à l'acculturation mutuelle et même le métissage, le débat sur la démographie précolombienne s'installe, avec sa dimension épidémiologique. Dans les années 1970 et 1980 aux États-Unis, l'idée effrayante de holocaust (un francophone dirait plus volontiers hécatombe) fait ponctuellement son apparition, aussi bien dans le célèbre récit historique de Dee Brown, Bury My Heart at Wounded Knee, que dans quelques publications scientifiques. Ainsi l'anthropologue Russell Thornton (en) nomme holocaust l'effondrement démographique amérindien principalement dû, comme l'expliquaient avant lui d'autres chercheurs, à des destructions physiques qui, pour la plupart, ont des causes naturelles (les maladies involontairement importées d'Europe). Thornton évoque aussi longuement les actes de génocide et l'ethnocide, ainsi que le repeuplement amérindien.
Durant cette période, la formule « génocide indien », association d'idées de militants, est raillée dans des cercles conservateurs américains, et n'est prise au sérieux par aucun spécialiste. Cependant, des glissements de sens sont observables dans les travaux de certains intellectuels, y compris en dehors des États-Unis. Par exemple, en 1982, dans La Conquête de l'Amérique, livre de morale qui n'est pas à proprement parler une étude historique,, Tzvetan Todorov présente ainsi l'hécatombe de dizaines de millions d'indigènes, en Amérique latine principalement, au XVIe siècle : « Si le mot génocide s'est jamais appliqué avec précision à un cas, c'est bien à celui-là. C'est un record, me semble-t-il, non seulement en termes relatifs (une destruction de l'ordre de 90 % et plus), mais aussi absolus, puisqu'on parle d'une diminution de la population estimée à 70 millions d'êtres humains. Aucun des grands massacres du vingtième siècle ne peut être comparé à cette hécatombe,. » D'après le sémiologue français, les conquistadors sont plus ou moins responsables selon les causes (il distingue le meurtre direct, les mauvais traitements et le choc microbien), et c'est pourquoi, malgré les objections qu'il anticipe, il s'autorise à parler de « génocide » avec assurance, et néanmoins ambiguïté, laquelle sera, en même temps que sa courte (non-)comparaison avec les tragédies du XXe siècle, instrumentalisée plus tard par les théoriciens du génocide-holocauste continental.
Autre exemple : le politologue Lyman Legters explique que le gouvernement des États-Unis pouvait difficilement ignorer les mortifications et les décès causés par le « génocide culturel » (ethnocide) qu'il imposait aux descendants des Américains natifs, qui dans leur douleur manifeste ont raison de penser qu'ils sont victimes d'un génocide. Legters affirme qu'il utilise « génocide » dans son sens premier juridique ; il interprète malgré tout la définition. Ainsi le concept de génocide, pris au départ dans sa vraie signification, s'étire et devient le temps d'une phrase ou deux épuration, massacre, ethnocide, populicide, esclavagisme ou encore hécatombe. D'autres mots peuvent subir le même sort. Selon l'ethno-historien James Axtell (en), qui s'est penché sur ce problème de « langues fourchues » dans le contexte parfois tendu des justes revendications des droits des Amérindiens, il arrive que des universitaires emploient sans rigueur un vocabulaire chargé idéologiquement et capable de déformer les faits.

### Un génocide aux proportions continentales?
Le philosophe David Stannard (en), professeur d'études américaines à Hawaï, affilié à la Société américaine d'histoire, publie en 1992, année du 500e anniversaire de la découverte de l'Amérique par Colomb, un essai au titre provocateur : American Holocaust: The Conquest of the New World. Ce lecteur de Todorov, mais aussi de Thornton entre autres, donne à leurs concepts d'holocauste et de génocide le même sens et estime que la destruction de dizaines de millions d'Indiens des Amériques, y compris par des maladies, fut de loin le plus grand génocide de l'histoire. Pour justifier cette audace, il essaie de montrer que les épidémies, non réfléchies, et les maltraitances et tueries, réfléchies par les conquérants, ont agi dès le premier contact entre l'Ancien et le Nouveau Monde et tout au long des siècles suivants comme deux forces, non pas complémentaires comme le pensent la majorité des historiens, mais interdépendantes, dévastant progressivement les populations indigènes. Dans certains cas où microbes et virus ont contribué à réduire les possibilités de résistance de celles-ci, Stannard va jusqu'à suggérer que les Européens manipulaient intentionnellement la morbidité. Notons que l'idée, étirée à l'extrême, d'un génocide faisant des victimes voulues par les meurtriers et des victimes non voulues incite ce chercheur à ranger la traite négrière atlantique dans cette catégorie.
Succès commercial, American Holocaust est un pavé dans la mare qui éclipse rapidement les autres travaux de son auteur. Certains journalistes et commentateurs y voient un discours engagé fascinant, une réaction presque salutaire à certaines études qui éviteraient les mots fâcheux et décriraient le phénomène meurtrier sous un angle encore trop favorable aux colons. Pourtant, à la même période, l'anthropologue Gananath Obeyesekere, qui décrit le contact Européens-Indiens en critiquant les approches de Todorov, le politologue Rudolph Rummel, qui trouve matière à réflexion chez Stannard sans pour autant accepter son concept de génocide, et d'autres chercheurs publient des travaux qui relativisent American Holocaust. L'historien Richard White (en) répond à Stannard que des cas isolés de génocide ne rendent pas génocidaire toute la politique à l'égard des natifs. Thornton lui-même juge que le livre fait oublier que les naissances, les décès et les migrations modifient la taille d'une population. Des analyses plus récentes soulignent les inexactitudes et les biais méthodologiques d'un livre militant qui échoue à convaincre les spécialistes mais encourage tout de même quelques universitaires, parmi lesquels le militant marxiste cherokee Ward Churchill (en).
En France, l'avocate d'origine colombienne Rosa Amelia Plumelle-Uribe expose, à propos du génocide indien, des théories proches de celles de Churchill et voit aussi ce qu'elle appelle la « férocité blanche » (c'est-à-dire des suprémacistes blancs) à l'œuvre dans la traite négrière et dans la Shoah. Il est difficile de savoir si les idées de vaste génocide séduisent beaucoup, en dehors des États-Unis, les personnes préoccupées par le sort des Amérindiens ou de leur culture. Jacques Chirac, alors président de la République française, a explicitement parlé en 2005, dans une conversation privée avec un journaliste, de l'existence — selon lui — d'un génocide amérindien qui aurait été perpétré après les conquêtes espagnoles au XVIe siècle : « Après l'arrivée des hordes hispaniques en Amérique, c'est un des plus grands génocides de l'histoire de l'humanité, qui a été perpétré : 80 millions d'Amérindiens massacrés en un peu plus de cinquante ans, du Mexique à la Terre de Feu, voilà le travail ! Tout ça, au nom de l'or et de la prétendue supériorité de notre religion ! »,.

### L'analyse historique et sociologique aujourd'hui
Pour Élise Marienstras, spécialiste de l'historiographie touchant les rapports entre populations d'immigration et populations autochtones, envisager la thèse d'un génocide ou de génocides en Amérique nécessite de s'appuyer sur des données démographiques, lesquelles ont été corrigées au cours du XXe siècle. Les théoriciens du génocide continental ne proposant pas les résultats d'une recherche conventionnelle en histoire, leur démarche est contestée par beaucoup. Une des raisons tient aux défauts du procédé utilisé pour qualifier ce « génocide » :
- dessiner une continuité entre la conquête de Colomb et celle des Français et des Anglais ;
- opérer par citations sorties de leur contexte, tronquées ou interprétées ;
- extrapoler le désir ultime des colons d'effacer l'Indien de la surface du globe ;
- mêler dans la même phrase les causes biologiques de la dépopulation et les massacres ;
- avancer sans preuve des faits dont on n'a qu'une connaissance partielle (comme ceux relatifs à la « guerre biologique » qu'auraient menée les Anglais).

Une autre raison est que ces auteurs qui trouvent les mêmes mobiles génocidaires dans la morbidité, l'esclavagisme, les guerres, les déportations, la déculturation ou encore la destruction des ressources (bisons, récoltes) et gonflent ainsi le nombre des victimes, cèdent ensuite à la concurrence des mémoires, s'invitent dans la controverse sur la singularité du génocide juif commis par les nazis, et tiennent alors des « raisonnements à la fois contradictoires, confus et fallacieux par abus d'anachronisme ou de comparaisons impossibles ». Dans ce contexte, lorsqu'ils taxent leurs opposants d'un négationnisme qui perpétue la violence raciste des anciens colons, le risque est ensuite un déplacement absurde et pervers de la responsabilité du malheur des Amérindiens sur la communauté juive. L'historien Anson Rabinbach estime lui aussi que les joutes sur fond de concurrence victimaire, qui opposent des « exclusivistes » (qui excluent les drames américains du domaine du génocide et défendent l'unicité de la Shoah) aux « inclusivistes » tels que Stannard, ont tendance à obscurcir le débat scientifique.
Beaucoup d'Amérindiens à la recherche de leur identité, ainsi que de nombreux militants, adoptent aujourd'hui des théories plus légères que celle de Stannard : ils rangent dans le « génocide » les torts que les colons ont causés, et n'y mêlent pas le choc bactériologique qui a ravagé les Amériques. En outre, ils s'efforcent de refuser les comparaisons déraisonnables avec les génocides du XXe siècle. Frédéric Dorel estime néanmoins que ces personnes fragilisées, parfois victimes d'une propagande anti-américaine qui obscurcit les aspects de la colonisation, finissent par se méfier des études historiques méthodiques : « un voile affectif réprime l’observation rationnelle et semble autoriser les descendants d’une communauté opprimée à dénoncer les travaux des chercheurs au nom du martyre enduré, dans une forme de compétition, de guerre de la mémoire et de la souffrance entre une position indigéniste et une position scientifique ». Dorel déplore cette attitude qui n'est pas du tout à la hauteur de la cause qu'ils défendent.
Alfred Cave (en) estime que les approches de Churchill et de Stannard, bien qu'extrêmes, ne sont pas extérieures au débat scientifique ; il délaisse cependant l'expression « génocide indien » et regroupe dans celle de « génocide en Amériques » différents actes génocidaires et exterminations commanditées par une haute autorité, visant la plupart du temps une ou des tribus spécifiques ; il montre aussi que le racisme anti-indien était répandu chez les colons. Les travaux récents des historiens témoignent que la controverse du « génocide amérindien », si tant est qu'elle soit bien nommée, n'est pas éteinte. D'ailleurs l'historien Benjamin Madley écrit en 2015 que le débat continue, non seulement pour qualifier des massacres particuliers, mais aussi pour savoir si le colonialisme, la guerre et les maladies ont pu se combiner jusqu'à donner un aspect génocidaire au désastre démographique. Comme la plupart des spécialistes, Madley prône un retour aux études, méthodiques et dépassionnées, de cas restreints tels que la guerre des Pequots ou l'extermination des Indiens de Californie.

## Reconnaissance politique
Une prise de conscience est née dans les années 1970, dans le sillage du mouvement des droits civiques aux États-Unis. Souvent, la lutte des descendants de natifs et des activistes sensibles à leur cause ne fait pas de distinction entre Amériques du Nord, Centrale et du Sud. Les politiciens américains remarquent l'apparition du mot « génocide » dans la littérature, de la plus militante et passionnée à la plus méthodique et savante. En 1992, alors qu'on célèbre l'anniversaire de la découverte de l'Amérique, Lynne Cheney, alors directrice du National Endowment for the Humanities, importante organisation chargée de promouvoir la culture et l'éducation, décide de rejeter tout texte qui comprendra le mot, un refus conforme aux vues du gouvernement républicain de l'époque ; mais la gauche libérale se méfie elle aussi du mot.
Le 8 septembre 2000 sont célébrés les 175 ans du Bureau des affaires indiennes au secrétariat de l'Intérieur des États-Unis. Le directeur du Bureau, Kevin Gover, un Indien Pawnee, présente les excuses de son administration pour « le racisme et les actes inhumains commis dans le passé » et promet de réparer les torts, dont ceux de « l'épuration ethnique par la propagation délibérée d'épidémies, la destruction des troupeaux de bisons [...], et le meurtre lâche de femmes et d'enfants ». En 2004, des sénateurs proposent que soient reconnus les déprédations, les violations de traités, les déplacements forcés dans les réserves, les politiques injustes dont le gouvernement fédéral est responsable, mais aussi les affrontements armés sanglants et les massacres, ainsi que les actes violents commis par des citoyens américains contre des natifs. Ce n'est qu'en 2009 que les excuses de la nation sont signées, par le président Barack Obama, bien que ces excuses, notamment, rendent implicites les massacres commis par des militaires et les déplacements forcés. Le mot « génocide » n'est prononcé à aucun moment, écrit à aucun endroit.
Selon Benjamin Madley, si certains politiciens craignent les conséquences de la reconnaissance d'un génocide, il faut aussi blâmer le débat historique qui n'a pas trouvé d'issue. Cependant, Robert Przeklasa, chercheur au Centre pour les nations natives de Californie, considère en 2015, un an avant la sortie du livre de Madley An American Genocide, que le déni est scandaleux dans les cas les plus assurés : « Des universitaires ont démontré avec force que le département d'État à l'éducation de Californie est dans l'erreur quand le bureau déclare que les événements entourant la ruée vers l'or en Californie n'étaient pas un génocide. Depuis trop longtemps, le département d'État a ignoré la recherche et fourni à des millions d'écoliers sur plusieurs générations une information trompeuse sur cette période en taisant le génocide. » En juin 2019, le gouverneur démocrate de Californie Gavin Newsom présente des excuses devant des représentants des peuples natifs, en déclarant notamment : « C'était un génocide. Il n'y a pas d'autre façon de le décrire. Et cela doit être décrit ainsi dans les livres d'histoire. » Après avoir entendu des témoignages, un « Truth and Healing Council » clarifiera le dossier historique sur la relation entre l'État et les Amérindiens de Californie,. Selon Jessica Wolf, agent des relations avec les médias à l'UCLA, le prédécesseur de Newsom, Jerry Brown, fut néanmoins le premier à apprécier le livre de Madley et à évoquer publiquement le génocide.
L'extermination des Selknams et les meurtres de membres d'une autre peuplade tehuelche, les Aonikenks, sont qualifiés de génocide en 2003 par une commission instituée par le gouvernement chilien : cette « Commission pour la vérité historique et un nouveau traitement des peuples indigènes » demande au gouvernement de prendre des dispositions afin d'éviter que de tels agissements se reproduisent. En 2007, le comité de l'éducation du Sénat chilien propose l'adoption d'une loi reconnaissant officiellement le génocide,.
Le 13 mai 2013, Navi Pillay, alors haut-commissaire des Nations unies pour les droits de l'homme, a salué la condamnation de l'ancien dictateur guatémaltèque Efraín Ríos Montt : « Le Guatemala écrit l'histoire, en devenant le premier pays au monde où un ancien chef d'État est condamné pour génocide par une juridiction nationale ».

## Muséographie

### Le musée du génocide amérindien
Le musée du génocide amérindien (en) est situé dans la ville de Houston au Texas, État où la persécution des Indiens fut grande. Il se donne pour mission de « mettre en lumière la vérité historique en ayant recours à une pédagogie fondée sur la documentation actuelle à propos des événements liés à la quasi extermination ou, dans certains cas, l'extermination totale de tribus et de cultures natives. C'est un monument commémoratif dédié aux victimes du nettoyage ethnique. » Le musée possède entre autres une trace écrite, sur les registres comptables de Fort Pitt, d'un don de couvertures infectées par le virus de la variole, destiné à des membres de la tribu des Delawares.

### Autre musée
Le National Museum of the American Indian, créé en 2004 à Washington, est une des principales institutions consacrées à la culture amérindienne, et porte également à la connaissance du public l'oppression dont ces peuples ont été victimes de la part des Européens et des Américains. Dans un article intitulé « La représentation muséale des génocides », R. Greenberg écrit : « Au NMAI [National Museum of the American Indian], les tragédies vécues par les autochtones après le contact sont racontées et commémorées, mais l’accent est placé sur l’enseignement des coutumes et des langues indiennes aux jeunes, l’adaptation à la société contemporaine et la lutte pour l’équité […]. Le musée baigne dans le passé, mais celui-ci est présenté comme une force positive de l’identité autochtone contemporaine. »

## Cas des peuples de l'Arctique
Les cas des peuples de l'Arctique (Inuits, etc.) est particulier dans la mesure où ils ont été mêlés à l'arrivée des Européens, et parfois rapprochés des Amérindiens pour cette raison historique, mais en négligeant les différences de taille que :
- il y a une encore plus grande unité ethnique et culturelle[85] ;
- il n'y a jamais eu de conflit armé avec les peuples européens ;
- ils existent aussi en Eurasie, avec une situation politique très différente ;
- ils subissent en revanche tous une lente pression sur leur mode de vie ;
- toutefois, leur habitat demeure relativement protégé dû aux conditions climatiques extrêmes.

Malgré tout, on constate les mêmes symptômes sociologiques : toxicomanie, assistanat, disparition des valeurs culturelles.